# Access Info Europe
Access Info Europe è un'organizzazione non governativa basata a Madrid che lavora per la promozione dell'accesso all'informazione pubblica in Europa.
Fondata nel 2006, Access Info nasce per rispondere al bisogno di avere un'organizzazione che si occupasse della promozione del diritto di accesso alle informazioni pubbliche in Europa. Access Info è un'organizzazione no profit e non governativa.
Al centro della ragion d'essere di Access Info c'è la convinzione che l'accesso alle informazioni sia un diritto umano, e che esso sia fondamentale per la partecipazione dei cittadini al processo di formazione delle leggi e per rendere il lavoro delle istituzioni trasparente e responsabile.
Il lavoro di Access-Info si concentra su temi come: la trasparenza in seno all'Unione europea (riforma delle norme dell'Unione sul tema dell'accesso ai documenti, la trasparenza del processo legislativo europeo, la partecipazione dei cittadini nella presa delle decisioni); le libertà civili, ad esempio le implicazioni in termini di diritti civili delle leggi anti-terrorismo; la fuga di notizie (leaks), la formazione rivolta a giornalisti investigativi e l'offerta di supporto legale; l'open government, la trasparenza delle aziende e la trasparenza della proprietà dei media.

## Access Info Europe vs. Consiglio dell'Unione europea
Il 3 dicembre 2008, Access Info ha avanzato una richiesta di accesso ai documenti al Consiglio dell'Unione europea (Consiglio) su una proposta di regolamento del Parlamento europeo e del Consiglio riguardante l'accesso pubblico ai documenti nell'Unione europea. Invocando l'articolo 4(3) del regolamento 1049/200 che disciplina le eccezioni all'accesso pubblico, il Consiglio ha fornito l'accesso alle proposte di riforma, senza però rendere pubbliche le porzioni di testo in cui emergevano le posizioni degli Stati membri. Il Consiglio ha giustificato questa decisione sostenendo che pubblicare le posizioni degli stati avrebbe messo a rischio il processo decisionale europeo e che non era rilevabile un interesse pubblico superiore alla pubblicazione. Inoltre, in una lettera inviata ad Access Info nel febbraio 2009, il Consiglio spiegava che la pubblicazione delle posizioni degli stati avrebbe ridotto l'efficacia dell'azione del processo di decision making del Consiglio stesso. Access Info ha dichiarato di non avere ricevuto la lettera prima dell'aprile 2009, data in cui ha ricevuto via mail la versione digitale. A giugno 2009 Access Info ha fatto ricorso alla Corte di giustizia dell'UE nel tempo limite dei due mesi (come previsto dal Regolamento 1049/2001 che disciplina le tempistiche per i ricorsi) a partire dalla data di ricezione della notifica via mail, ma oltre il limite ammesso se si considera la data sulla lettera inviata, ma non ricevuta, a febbraio.
Dal momento che il Consiglio non ha potuto mostrare le evidenze della notifica di ricezione della lettera da parte di Access Info (l'invio era stato fatto con posta non registrata), la Corte ha stabilito che i termini per il ricorso non erano scaduti. La Corte ha stabilito che le eccezioni alla regola dell'accesso alle informazioni pubbliche stabilite nell'articolo 4 del Regolamento 1049/2001 devono essere applicate in modo restrittivo perché  il diritto di accesso pubblico ai documenti delle istituzioni è connesso alla natura democratica delle stesse, e che il Regolamento contiene una accezione la più ampia possibile del diritto di accesso. Rispetto ai motivi evocati dal Consiglio, la Corte ha stabilito che essi non erano adeguati agli standard ammessi per le eccezioni perché le proposte di emendamento di un regolamento devono essere oggetto di supervisione da parte del pubblico.
Secondo l'osservatorio giuridico Global Freedom of Expression della Columbia University, la decisione che la Corte ha preso nel caso Access Info Europe vs. Consiglio dell'Unione europea, è significativa perché stabilisce un precedente importante. Il ragionamento sotteso alla decisione della Corte è che le eccezioni all'accesso pubblico ai documenti del Parlamento europeo, del Consiglio e della Commissione devono essere applicate in moto restrittivo perché il diritto pubblico di accesso ai documenti delle istituzioni è una parte integrante della natura democratica delle istituzioni stesse. La Corte ha inoltre stabilito che lo scopo del Regolamento 1049/2001 è quello di garantire al pubblico il più ampio diritto di accesso.